# Wat Pho
13°44′47″B 100°29′37″Đ / 13,74639°B 100,49361°Đ

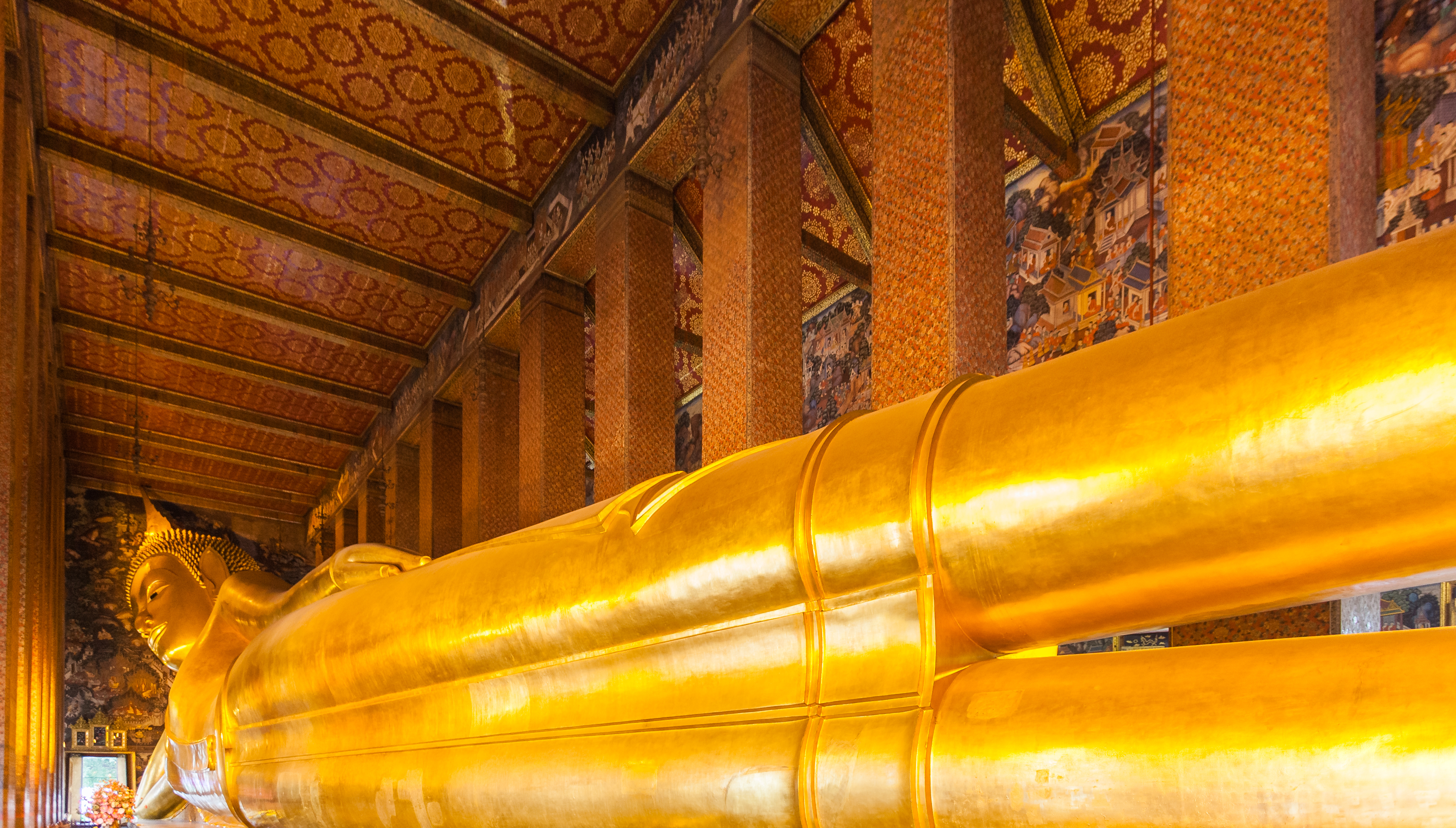
Bức đại tượng trong Wat Pho

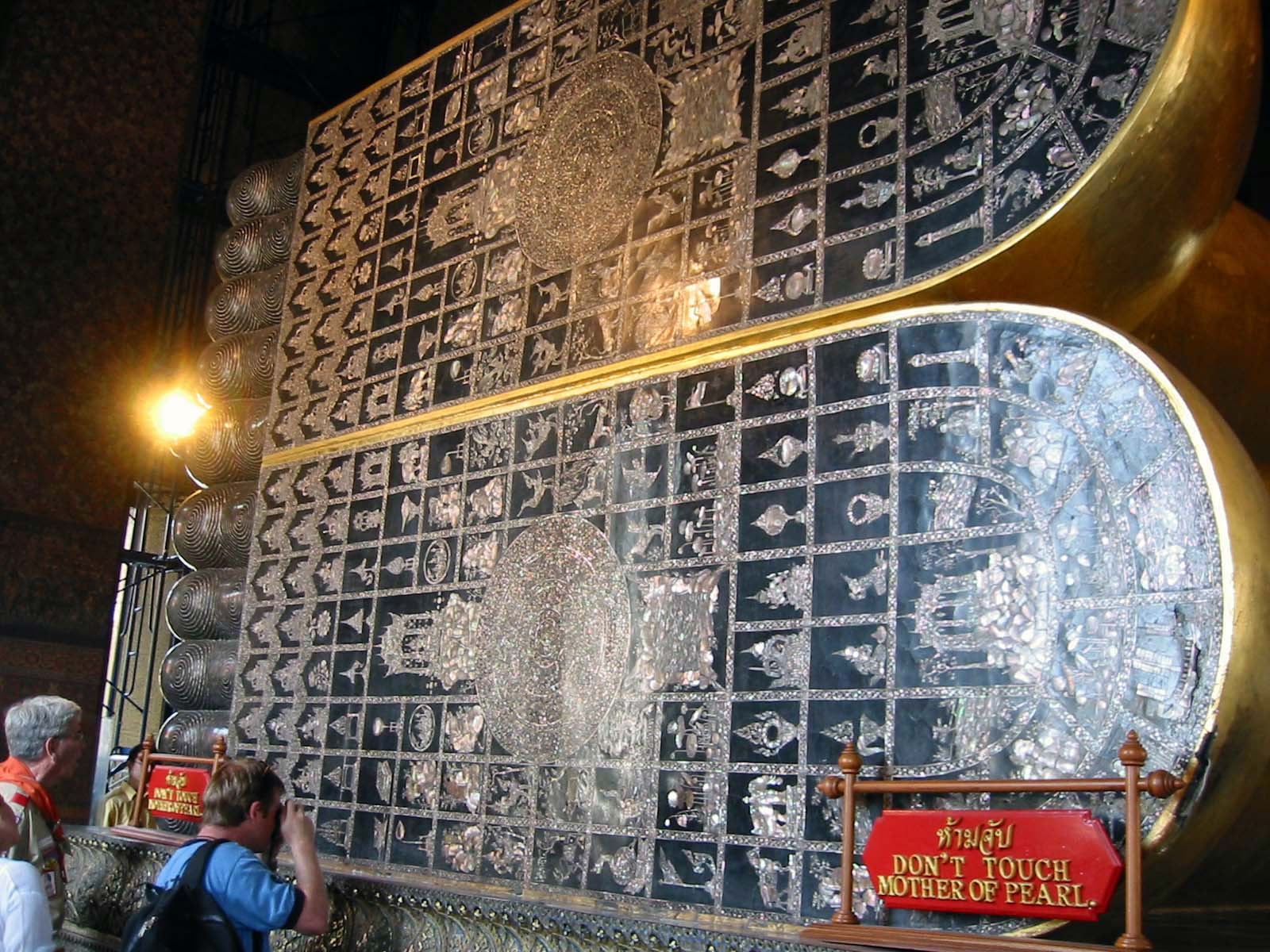
Lòng bàn chân mô tả chi tiết 108 tướng tốt của Đức Phật Thích Ca

Chùa Phật Nằm hay Wat Pho (tiếng Thái: วัดโพธิ์, đọc là Vát Bo), tên chính thức là Wat Phra Chetuphon Wimonmangkhalaram Ratchaworamahawihan (tiếng Thái: วัดพระเชตุพนวิมลมังคลารามราชวรมหาวิหาร, phiên âm: Vát Bơ-la Che-tu-bon Vi-mon-mang-kha-la-lam Lát-cha-vo-la-ma-ha-vi-han), là một ngôi chùa ở quận Phra Nakhon, Bangkok, Thái Lan, tọa lạc trên đảo Rattanakosin gần với Đại Cung. Chùa này cũng nổi tiếng là nơi khai sinh ra massage Thái.

## Lịch sử
Trước khi thành lập nên ngôi chùa này, địa điểm này là một trung tâm giáo dục đào tạo y khoa cổ truyền Thái Lan và các bức tượng được tạo thành với các tư thế yoga.
Trong thời kỳ vua Rama III, các tấm bản được phục hồi khắc ghi các bài khóa y khoa được đặt xung quanh đền này. Ngôi chùa đã được phục dựng trên nền của một ngôi chùa trước đó là Wat Phodharam, và công việc đã bắt đầu từ năm 1788. Chùa đã được phục dựng và mở rộng trong thời kỳ trị vì của vua Rama III, và được phục dựng lại một lần nữa vào năm 1982. Năm 1962 một trường y học cổ truyền và massage đã được thành lập.

## Đặc điểm
Wat Pho là ngôi chùa (wat) lớn nhất và cổ nhất ở Bangkok (với diện tích 80.000 m²) và có hơn một ngàn ảnh Phật, nhiều hơn bất cứ chùa nào ở các quốc gia khác. Chùa này cũng có bức tượng Đức Phật ngồi tựa (พระพุทธไสยาสน์ Phra Buddhasaiyas). Tượng này được tạc như một phần của đợt phục dựng thời vua Rama III. Bức tượng Phật này dài 46 m và cao 15 m, được trang trí bọc vàng trên thân tượng và ngọc mẫu (mother of pearl) trên đôi mắt và bàn chân. Trên bàn chân trang trí 108 cảnh điềm lành theo phong các Trung Hoa và Ấn Độ.

## Lịch sử xây dựng

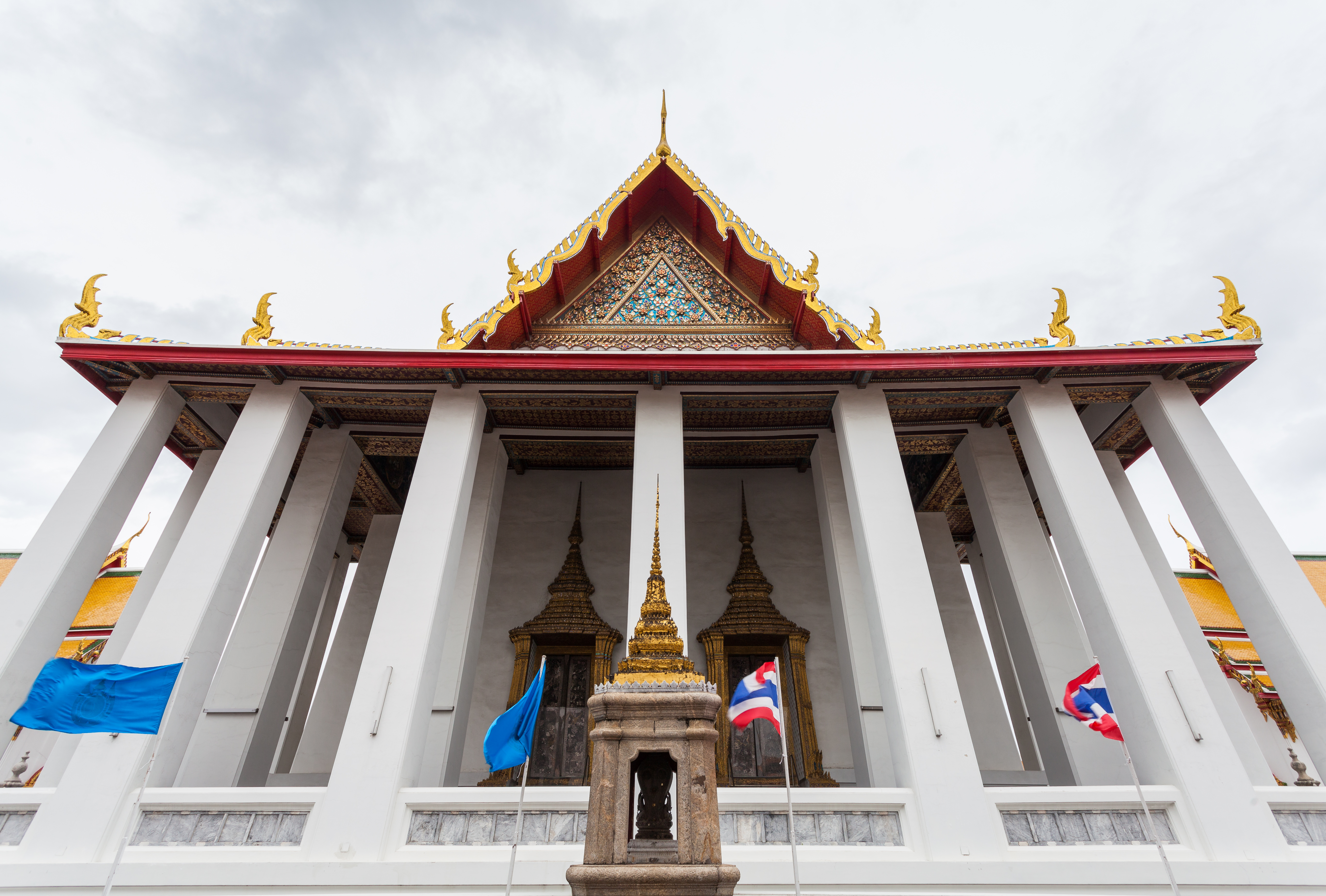
Wat Pho

Quần thể Wat Pho bao gồm hai tổ hợp có tường bao quanh, bị Soi Soi Chetuphon chia đôi chạy theo hướng Đông-Tây. Quần thể phái Bắc là nơi có bức tượng Phật và trường massage nói trên. Quần thể phía Nam, Tukgawee, là tu viện, nơi ở của sư và một ngôi trường.
Được xây dựng từ thế kỷ 16 trong thời Ayutthaya, được trùng tu vào năm 1782, chùa vẫn chưa nổi tiếng lắm, nhưng cho đến khi Bangkok được chọn làm thủ đô thì chùa mới trở thành quan trọng bậc nhất của Thái Lan. Sử còn chép rằng từng có bốn vị vua đầu tiên của triều đại Chakri (còn gọi là triều đại Bangkok) thường xuyên đến đây để cúng dường, và ngày nay ở phía Tây điện thờ chính trong khuôn viên chùa còn có 4 chedi (tháp thờ dạng tròn) lớn bằng đá khảm sành sứ màu xanh được xây lên để tưởng niệm 4 vị quốc vương này. Với diện tích 8 ha, chùa Pho được chia làm hai phần: khu ở của các sư sãi và khu chùa, mỗi khu đều được bao quanh bởi những bức tường trắng toát. Giữa hai khu này là một con đường hẹp mang tên Chetuphon, chính là con đường mà vào ngày 6 tháng 4 năm 1782, khi từ Campuchia trở về, vua Rama I đã đi ngang qua để đến Thonburi lập ra triều đại Chakri. Trước khi thành lập nên ngôi chùa này, địa điểm này là một trung tâm giáo dục đào tạo y khoa cổ truyền Thái Lan và các bức tượng được tạo thành với các tư thế yoga. Trong thời kỳ vua Rama III, các tấm bản được phục hồi khắc ghi các bài khóa y khoa được đặt xung quanh đền này. Ngôi chùa đã được phục dựng trên nền của một ngôi chùa trước đó là Wat Phodharam, và công việc đã bắt đầu từ năm 1788. Chùa đã được phục dựng và mở rộng trong thời kỳ trị vì của vua Rama III, và được phục dựng lại một lần nữa vào năm 1982.

## Trường massage

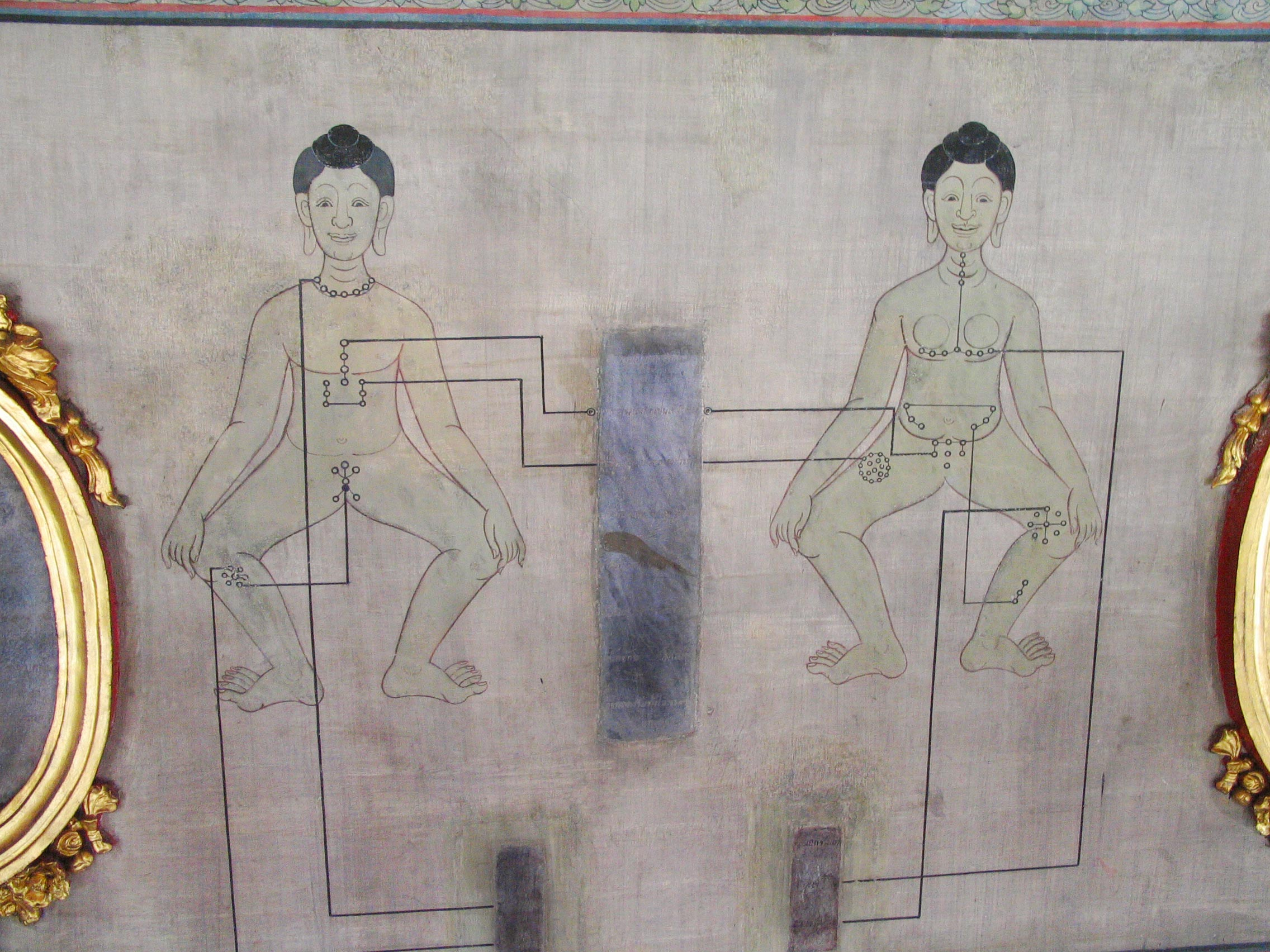
Các bức tranh miêu tả nghệ thuật massage Thái

Năm 1962 một trường y học cổ truyền và massage đã được thành lập. Trong tòa nhà này, tại dãy nhà cuối nằm ở phía Đông còn có riêng một phòng dùng để giảng dạy về nghệ thuật massage theo kiểu Thái Lan, mỗi khóa học thường được kéo dài từ một tuần lễ đến 10 ngày, và học phí cho mỗi bài giảng về mát-xa trong một giờ là 180 baht, nếu học nửa giờ thì 100 baht.

## Miêu tả chi tiết
Trên những bức tường chạy dọc theo con đường dẫn đến điện thờ có tượng Phật nằm, có treo rải rác những thẻ bài ghi tên các vị thuốc chữa nhiều bệnh khác nhau cho những ai quan tâm tìm hiểu, để biết rằng y học dân tộc chẳng có gì là bí truyền bí mật cả, đó là những bài thuốc hay của chung mọi người để đón khách ra vào. Hai bên cổng có những pho tượng khổng lồ bằng đá xanh cứng cáp, du khách có thể thấy tượng của các Thiên vương (được thiết kế theo hình mẫu của Trung Quốc) tính luôn cả bệ thì cao khoảng 6 m, vị nào cũng cầm đại đao trấn giữ bên cổng (xem ảnh); hay tượng của Marco Polo - nhà thám hiểm nổi tiếng của phương Tây (người Ý) đã phát hiện được Ấn Độ, Trung Quốc và Indonesia. Qua được cổng, vào bên trong khuôn viên mới thấy những công trình kiến trúc với nhiều kiến trúc lạ lẫm khác nhau.
Điện thờ chính (bot) là một tác phẩm mỹ thuật rất đặc sắc về nghệ thuật khảm ngọc. Các cửa phía Đông và Tây của điện đều được khảm ngọc, và dọc theo nền của điện thờ đều có hàng loạt những hình chạm khắc phong cảnh trên đá sa thạch thật công phu tỉ mỉ. Quanh các hàng hiên dẫn đến điện thờ chính có cả thảy đến 91 tháp thờ hình tròn (chedi), gồm 71 tháp nhỏ và 20 tháp lớn. Ta có thể thấy một khu vườn được bài trí theo phong cách Trung Quốc, trước kia dùng làm nơi nuôi cá sấu, với những hoa thơm cỏ lạ và các tượng đá tu sĩ khổ hạnh đứng và bảo quản những bộ kinh Phật cổ, được xem là Tàng kinh Đại điện, tòa thư viện lưu trữ và bảo quản những bộ kinh Phật cổ, được xem là công trình đẹp nhất của Wat Chetuphon, với vẻ đẹp cực kỳ lạ lùng bởi được phủ kín bằng những mảnh gốm sứ đủ màu sắc trông thật sặc sỡ và diễm lệ.
Wat Chetuphon đã từng được các vị vua đầu tiên của triều đại Chakri xem là cội nguồn của nền giáo dục phổ thông vương quốc, nên đã gọi ngôi chùa này là "Trường Đại học Thái Lan đầu tiên".

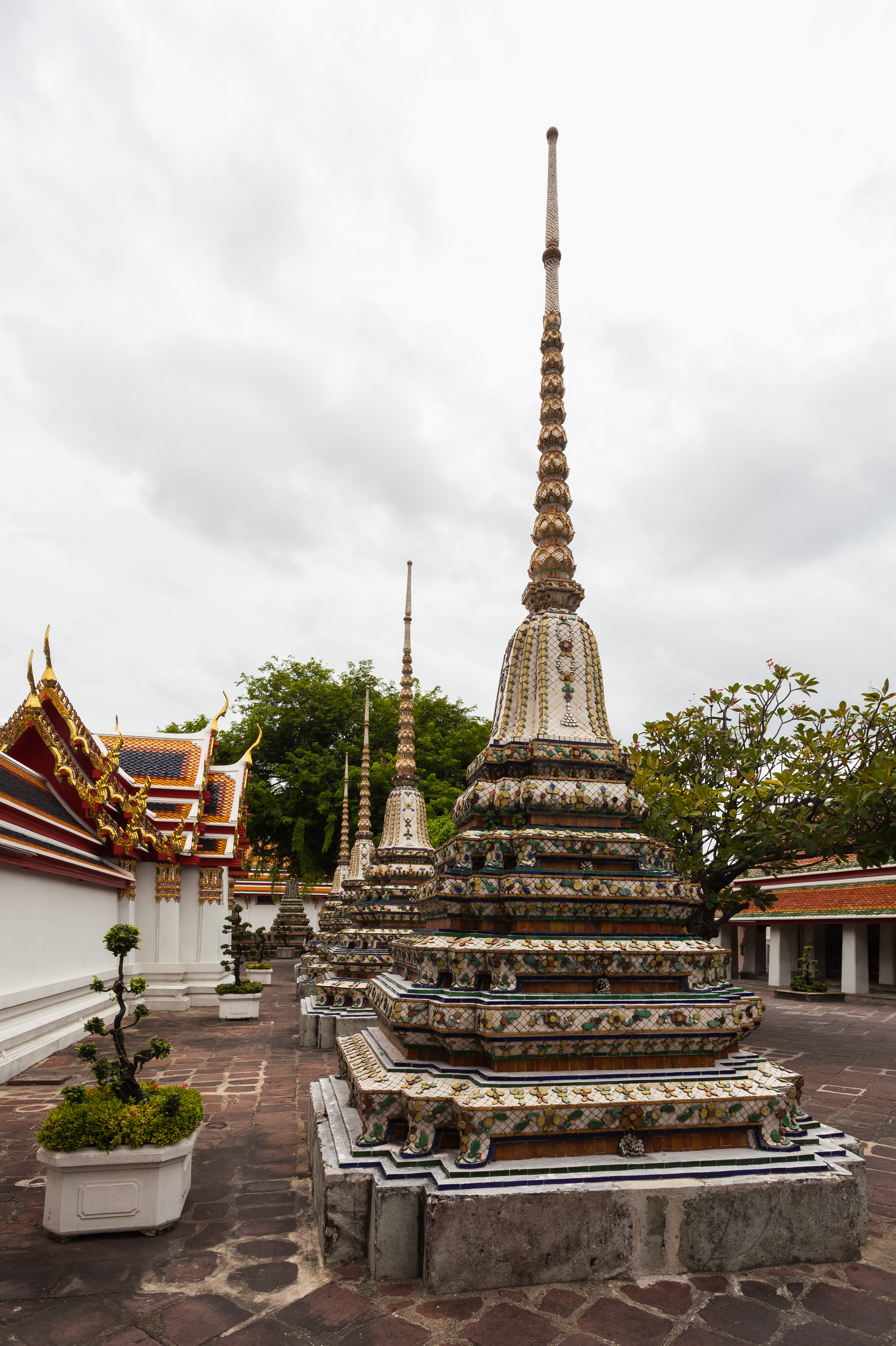
Chedis

Trong khuôn viên chùa còn có một tháp chuông nằm giữa một khoảng sân rộng thênh thang, trên một nền cao khoảng 5 m được sơn màu trắng thanh khiết, có 12 bậc cấp đi lên. Phần tường bao quanh quả chuông cũng được khảm sành sứ với màu sắc thật hài hòa. Ngoài ra, du khách sẽ bắt gặp một tòa bảo tàng lớn nằm giữa bốn nhà nguyện, là nơi gìn giữ và trưng bày triển lãm những tượng Phật, kinh thư, thư tịch, bích họa, pháp cụ pháp khí có niên đại xưa cổ, trong đó đáng kể nhất là trên 349 bức tượng Phật mạ vàng ngồi xếp hàng xếp lớp trông thật uy nghi và tuyệt đẹp.
Đặc biệt, nơi thu hút bao khách thập phương vãn cảnh chùa là pho tượng Phật nhập Niết bàn khổng lồ được đặt nằm trong một gian điện thờ rất cao và rộng. Tượng Phật nằm đồ sộ này có chiều dài đến 46 m, chiều cao 15 m, được đổ bằng thạch cao, phủ lên phần gạch bên trong, còn bên ngoài được phủ kín bằng vàng lá, và nằm trên một chiếc bệ cũng được dát vàng sáng chói, chung quanh có chạm khắc trang trí rất công phu sắc sảo. Phần mắt và chân của tượng Phật được làm bằng gỗ khảm xà cừ. Hai lòng bàn chân của Phật có chiều cao 5,5 m, trên ấy có những hình tượng hoa văn được khảm ngọc mô tả 108 tướng tốt của Phật Thích Ca Mâu Ni. Các bức tường xung quanh và cả bên trên trần của ngôi điện thờ cũng được trang trí tỉ mỉ, màu sắc hòa hợp với pho tượng Phật, tạo nên một không khí ấm cúng và trang nghiêm. Ánh sáng bên trong điện dường như được nhà chùa có chủ ý không cho sáng trưng lên để tạo nên cảnh tranh tối tranh sáng huyền ảo, vì vậy muốn chụp ảnh lưu niệm phải cần có loại đèn flash cực mạnh và tốt mới ghi được hình ảnh rõ ràng.

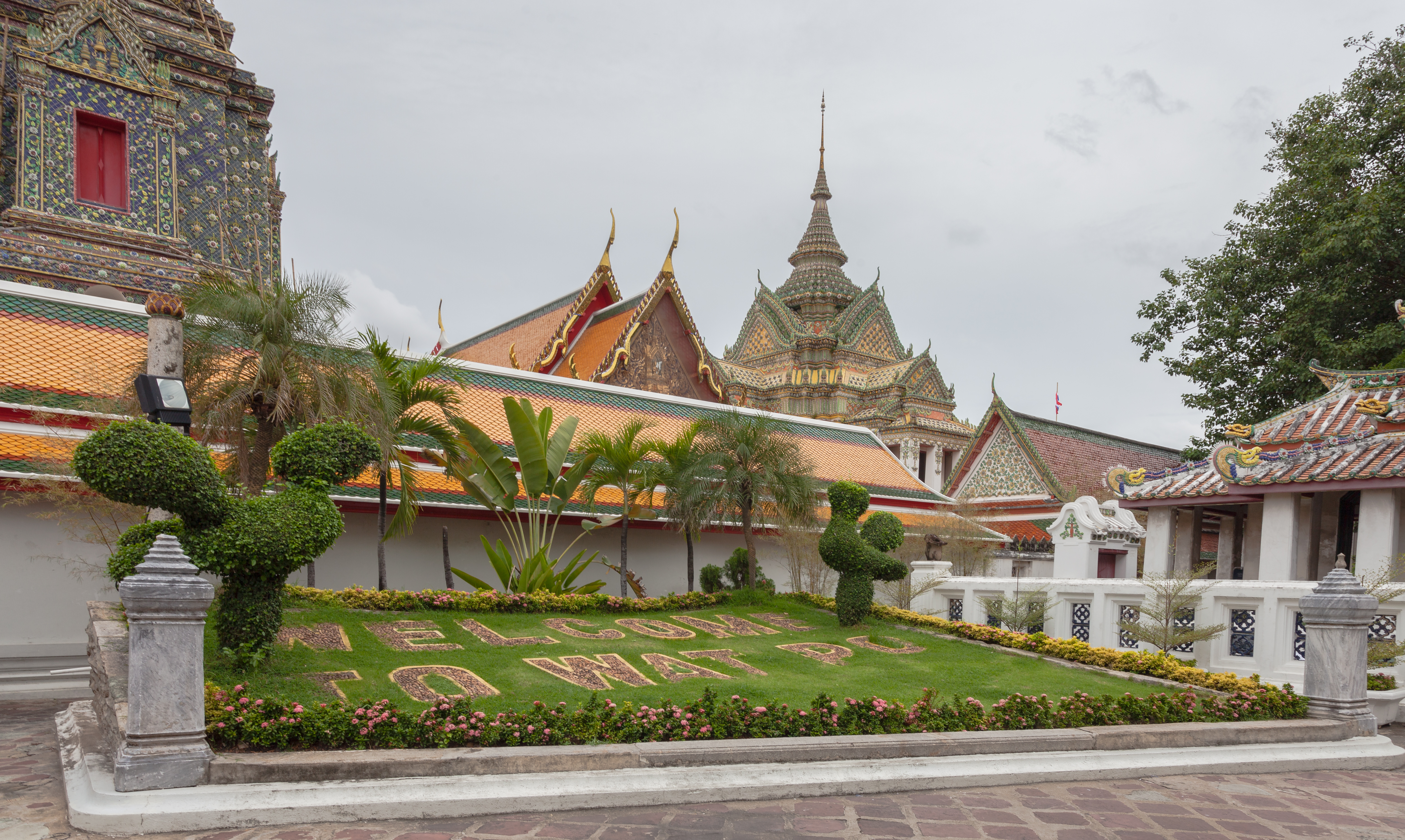
"Welcome to Wat Pho"

## Nội quy dành cho du khách
Để tham quan chùa, du khách được khuyến cáo phải mặc áo quần dài, đây được xem là bắt buộc khi tham quan tất cả đền và cung điện Hoàng gia Thái.

## Bản đồ
ไทย: แผนผังวัดพระเชตุพนฯ
- Phra Ubosot - พระอุโบสถ

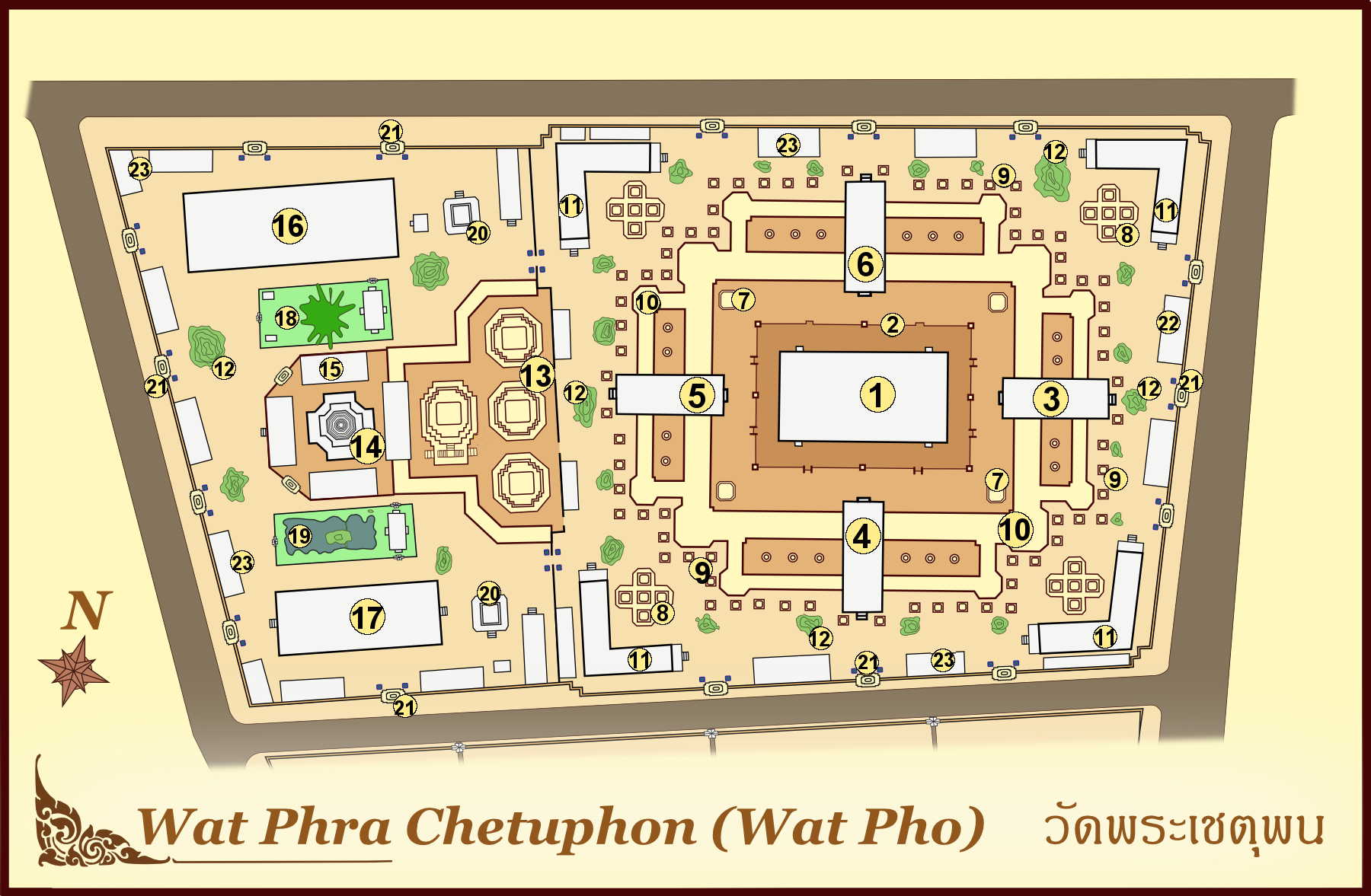
Bản đồ tham quan chi tiết Wat Pho, được mô tả chi tiết bằng tiếng Anh và tiếng Thái

- Ubosot-Wall (Kampaeng Kaeo) - กำแพงแก้ว
- Eastern Viharn - พระวิหารทิศตะวันออก
- Western Viharn - พระวิหารทิศตะวันตก
- Phra Prang - พระปรางค์
- Five Chedi on Single Base - พระเจดีย์หมู่ห้าฐานเดียว
- Phra Chedi Rai - พระเจดีย์ราย
- Phra Rabieng (Gallery) - พระระเบียง
- L-shaped Viharn - พระวิหารคด
- Model Hills - เขามอ
- Phra Maha Chedi Group - พระมหาเจดีย์สี่รัชกาล
- Phra Mondop (Library) - พระมณฑป (หอไตรจตุรมุข)
- Library Pavillon (Museum) - พระวิหารทิศพระนาคปรก (ห้องจัดแสดงโบราณวัตถุ)
- Viharn of the Reclining Buddha - พระวิหารพระพุทธไสยาส
- Sala Kan Parien (Preaching Hall) - ศาลาการเปรียญ
- Misakawan Park (The Bodhi Tree) - สวนมิสกวัน
- Crocodile Pond - สระจระเข
- Belfry - หอระฆัง
- "Crowned" Gate with Chinese Stone Giants - ซุ้มประตูทรงมงกุฎ และ ตุ๊กตาจีน
- Thai Traditional Medical Science School - โรงเรียนแพทย์แผนโบราณ และ การนวดแผนโบราณ
- Sala Rai (Multipurpose Pavillon) - ศาลาราย